# Карвалью, Мике
Мишел «Мике» Рибейру ди Карвалью (порт.-браз. Michel "Myke" Ribeiro de Carvalho; род. 28 октября 1983, Белен) — бразильский боксёр, представитель лёгкой, полулёгкой и полусредней весовых категорий. Выступал за сборную Бразилии по боксу в начале 2000-х — середине 2010-х годов, двукратный бронзовый призёр Панамериканских игр, дважды чемпион Южноамериканских игр, обладатель бронзовой медали Всемирных военных игр, победитель и призёр многих турниров международного значения, участник трёх летних Олимпийских игр.

## Биография
Мике Карвалью родился 28 октября 1983 года в городе Белен штата Пара. Рос в боксёрской семье, в частности его дядя Далжириу в своё время был профессионалом. Активно заниматься боксом начал в возрасте одиннадцати лет, в пятнадцать лет провёл свой первый бой на любительском уровне.
Первого серьёзного успеха на взрослом международном уровне добился в сезоне 2002 года, когда вошёл в основной состав бразильской национальной сборной и выступил на домашних Южноамериканских играх в Белене, где стал серебряным призёром в зачёте полулёгкой весовой категории — в решающем финальном поединке уступил венесуэльцу Нехомару Серменьо.
Благодаря череде удачных выступлений удостоился права защищать честь страны на летних Олимпийских играх 2004 года в Афинах, но большого успеха здесь не добился, в первом же поединке категории до 60 кг со счётом 24:39 проиграл пуэрториканцу Алексу де Хесусу.
В 2006 году, поднявшись в первый полусредний вес, одержал победу на Южноамериканских играх в Буэнос-Айресе. Год спустя завоевал бронзовую медаль на Панамериканских играх в Рио-де-Жанейро — на стадии полуфиналов был остановлен американцем Карлом Дарганом. Ещё через год добавил в послужной список бронзовую медаль, полученную на Всемирных военных играх в Рио-де-Жанейро.
Находясь в числе лидеров боксёрской команды Бразилии, Карвалью благополучно прошёл квалификацию на Олимпийские игры 2008 года в Пекине — на сей раз в категории до 64 кг в первом же поединке со счётом 11:15 потерпел поражение от представителя Маврикия Ришарно Колена.
После пекинской Олимпиады Мике Карвалью остался в составе бразильской национальной сборной и продолжил принимать участие в крупнейших международных турнирах. Так, в 2010 году он одолел всех соперников на Южноамериканских играх в Медельине, затем поднялся в полусредний вес и получил бронзу на Панамериканских играх в Гвадалахаре.
В 2012 году отправился представлять страну на Олимпийских играх в Лондоне — в категории до 69 кг в первом же поединке был выбит из борьбы за медали американцем Эрролом Спенсом, будущим чемпионом мира среди профессионалов.
Планировал выступить и на Олимпийских играх 2016 года в Рио-де-Жанейро, уже четвёртой своей Олимпиаде, однако буквально за месяц до отборочного турнира получил травму предплечья и вынужден был завершить спортивную карьеру. В настоящее время работает тренером по боксу в своём зале в Белене.